# Carsosaurus
Carsosaurus é um gênero extinto de répteis anfíbios da superfamília dos mosassauros, contendo apenas a espécie Carsosaurus marchesetti. É conhecido a partir de um único indivíduo encontrado no Calcário de Komen, em Eslovênia. O espécime está bem preservado, contendo diversos ossos, além de impressões de pele e cartilagem esternal. Embora mais restos sejam necessários para uma certeza definitiva, geralmente considera-se que pertence à família Aigialosauridae [en]. Em vida, era um anfíbio que passava a maior parte do tempo em terra, embora seus parentes posteriores se tornassem totalmente aquáticos.

## Descoberta e nomeação
Carsosaurus marchesetti foi descrito a partir de um esqueleto quase completo, atualmente abrigado no Museu Cívico de História Natural de Trieste, descoberto no Carso, próximo a Komen (atual Eslovênia), por Andreas Kornhuber [en] em 1893. Ele o comparou a Acteosaurus tommasinii [en], pois ambos foram encontrados na mesma área. Havia diferenças notáveis entre os dois, e Kornhuber concluiu que não eram próximos: Acteosaurus tommasinii pertencia à família Dolichosauridae [en], enquanto Carsosaurus se assemelhava mais a um lagarto-monitor. Para o "belo e memorável lagarto do Karst", em suas palavras, ele escolheu o nome genérico Carsosaurus. O epíteto específico marchesetti foi uma homenagem ao diretor do museu, Dr. Carlo de Marchesetti.

## Descrição

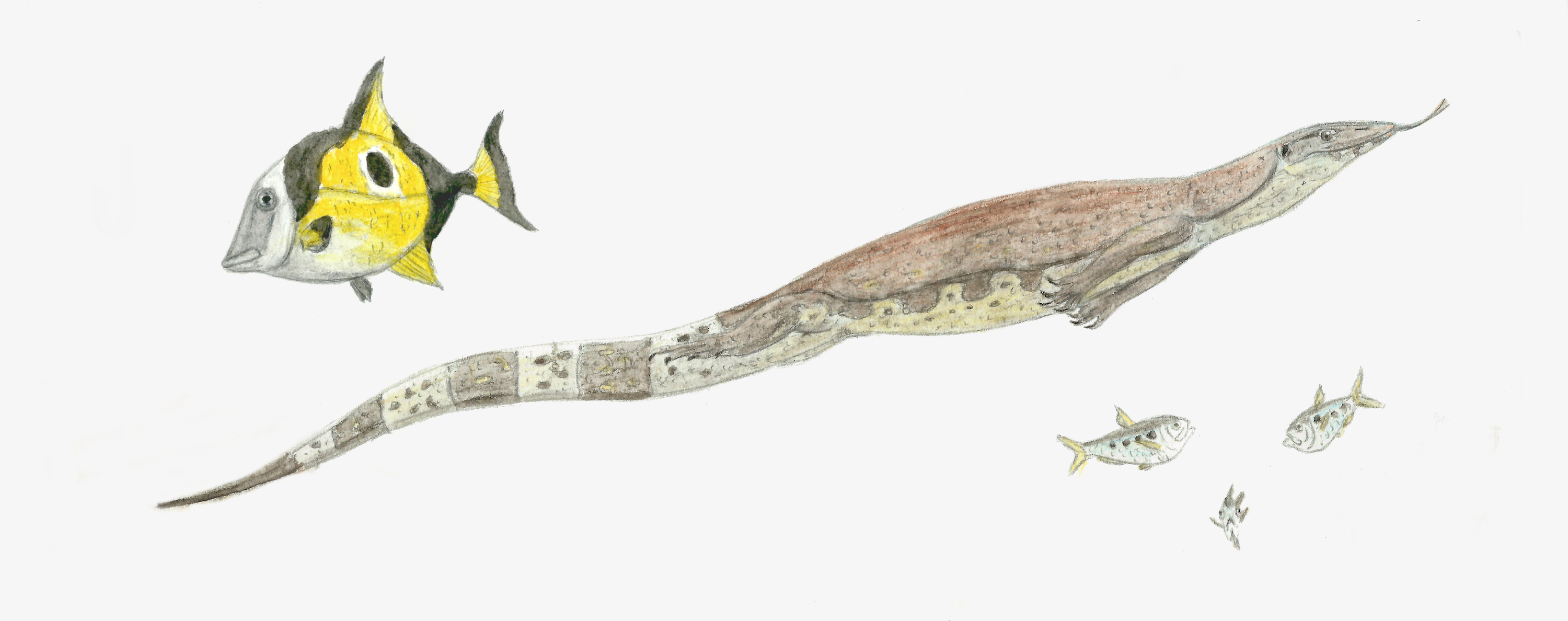
Paleoarte baseada no material conhecido e em parentes próximos. Carsosaurus é retratado ao lado de peixes contemporâneos en e en.

Carsosaurus é conhecido apenas por um único espécime, atualmente abrigado no Museu Cívico de História Natural de Trieste. Ele não possui o crânio, as vértebras cervicais anteriores e grande parte da cauda, mas é, de resto, muito completo. O comprimento total das partes preservadas é de 97,5 cm. Kornhuber hipotetizou que a cauda, em grande parte ausente, poderia ter o dobro do comprimento do corpo — 67 cm — alcançando 130 a 140 cm. No tronco, o esqueleto tem 14,5 cm de largura. Há apenas 3 vértebras cervicais presentes (as 3 mais afastadas da cabeça), mas em vida provavelmente havia 7–9. Da mesma forma, apenas 12 vértebras caudais estão presentes no fóssil, mas pode ter havido mais de 100. Existem 5 pares de costelas verdadeiras, e presume-se que havia 3–4 pares adicionais de costelas falsas. Impressões da epiderme também estão preservadas, mostrando escamas em forma de losango, espessadas nas margens. Há também cartilagem esternal mineralizada, que é grande e em forma de escudo.

## Classificação
Kornhuber inicialmente classificou Carsosaurus como membro da família Aigialosauridae, devido às suas características pós-cranianas. Um século depois, em 1995, uma análise quantitativa incluindo fósseis de outras espécies encontradas nos anos seguintes corroborou essa colocação filogenética. Devido à ausência do crânio, não se pode determinar se C. marchesetti poderia pertencer ao gênero Aigialosaurus. Como Aigialosaurus é o nome mais antigo, Carsosaurus pode ser considerado um nomen dubium.

## Paleobiologia
Kornhuber considerou Carsosaurus anfíbio, embora predominantemente terrestre. Sua cauda longa pode ter servido como leme de emergência, além de uma ferramenta para defesa, preensão, escalada e propulsão. Seu fóssil contém o que Kornhuber interpretou como restos de muitos peixes pequenos, lagartos e possivelmente anfíbios, indicando que Carsosaurus era um caçador que consumia presas vivas inteiras. No entanto, em 2001, Caldwell e Michael S.Y. Lee propuseram que esses não eram conteúdos estomacais, mas sim restos de embriões. Sua posição indica que teriam nascido com a cauda primeiro, para reduzir a chance de afogamento, pois assim suas narinas emergiriam por último. Como um está localizado na pelve, é possível que o espécime tenha morrido durante o parto. A capacidade de Carsosaurus e outros Aigialosaurus anfíbios primitivos de dar à luz filhotes vivos teria reduzido sua dependência da terra, permitindo sua evolução para mosassauros massivos e totalmente aquáticos, que existiram de 98 milhões de anos atrás até o final do Cretáceo, há 65,5 milhões de anos.

## Paleoecologia
O único espécime conhecido de Carsosaurus viveu entre o Cenomaniano e o Turoniano, no Cretáceo Superior. Durante o Cenomaniano, grande parte da área de Komen estaria coberta por água, com um clima tropical ou subtropical. Os níveis superiores provavelmente eram bem oxigenados, devido ao grande número de peixes recuperados, enquanto o fundo seria anóxico ou disóxico devido à escassez de fósseis de invertebrados bentônicos. A terra exposta não estaria longe, considerando os hábitos parcialmente terrestres de muitas espécies ali, incluindo Aigialosaurus. Outros táxons que provavelmente viveram na área de Komen durante o Cretáceo Superior incluem Komensaurus [en], Myctophidae (uma família de peixes cujos membros modernos podem ser encontrados em águas profundas em todo o mundo), moluscos de concha dura, crustáceos, coníferas e amonoides.